# Màrius Rubiralta i Alcañiz
Màrius Rubiralta i Alcañiz (Manresa, Bages, 1952) és un catedràtic de Química Orgànica a la Facultat de Farmàcia de la Universitat de Barcelona i fou rector de la mateixa entre 2005 i 2008.

## Biografia
Màrius Rubiralta i Alcañiz, nascut a Manresa l'any 1952, va estudiar Química a la Facultat de Farmàcia de la Universitat de Barcelona i s'hi llicencià l'any 1978. També és doctor en Ciències Químiques per la UB i catedràtic de Química Orgànica de la Facultat de Farmàcia de dita universitat.
La seva línia de treball s'ha centrat en la síntesi orgànica relacionada amb l'elucidació i síntesi de productes naturals i ha promogut la recerca universitària des de diferents càrrecs institucionals.
Ha estat director del Departament de Farmacologia i Química Terapèutica, i vicepresident de la Divisió de Ciències de la Salut. Durant el mandat del rector Antoni Caparrós i Benedicto (1994-2001), es va fer càrrec del Vicerectorat de Recerca i des del 2002 ha estat director general del Parc Científic de Barcelona. Des de finals de 2012 és director del Campus de l'Alimentació de Torribera. Rubiralta és també membre numerari de la Reial Acadèmia de Farmàcia de Catalunya i ha estat guardonat amb el Premi Narcís Monturiol al mèrit científic i tecnològic (2003).
Va ser candidat a rector a les eleccions de 2001, però no va ser fins a l'abril del 2005 quan va aconseguir el càrrec de rector de la Universitat de Barcelona. Durant el seu mandat va ocupar també els càrrecs de president de la Comissió d'Estratègia del Pla Estratègic Metropolità de Barcelona i de vicepresident primer de la Conferencia de Rectores de las Universidades Españolas (CRUE).
Al maig del 2008, Rubiralta abandonà el seu càrrec de rector per ocupar la Secretaría de Estado de Universidades del Ministerio de Ciencias e Innovación, càrrec que ocupa fins al 2012
Dels diversos càrrecs institucionals que ha ocupat, Màrius Rubiralta ha dedicat una part important de la seva activitat a la promoció de la investigació universitària i al desenvolupament de noves polítiques de transferència de tecnologia. Ha participat en diverses publicacions, llibres i conferències i, en el marc del projecte del Parc Científic de Barcelona, ha introduït al nostre país un nou concepte de relació entre el sector generador de nous coneixements i l'empresa.

## Publicacions
- Rubiralta, Màrius. Algunes reflexions sobre el futur de la recerca a la Facultat de Farmàcia/ discurs llegit en l'acte d'ingrés. Barcelona: Reial Acadèmia de Farmàcia de Catalunya, 2003. Disponible a: Catàleg de les biblioteques de la UB.

- Rubiralta, Màrius. Piperidine: structure, preparation, reactivity, and synthetic applications of piperidine and its derivates. Amsterdam: Elsevier, 1991. Studies in organic chemistry, 43. ISBN 0444883487. Disponible a: Catàleg de les biblioteques de la UB.

- ¿Què és el Parc Científic de Barcelona? [Enregistrament de vídeo] / guió i direcció: Màrius Rubiralta, Mercè Colom, Lluís Cantariño; producció executiva: Olegario López; coordinat per l'Administració del Parc Científic de Barcelona Publicació/Producció [Barcelona] : Unitat d'Audiovisuals de la Universitat de Barcelona, 1997. Disponible a: Catàleg de les biblioteques de la UB.